# Brambory
Brambory – gmina w Czechach, w powiecie Kutná Hora, w kraju środkowoczeskim.
1 stycznia 2017 gminę zamieszkiwało 106 osób, a ich średni wiek wynosił 48,1 roku.